# کارولینا پیسارک
کارولینا پیسارِک سالا (لهستانی: Karolina Pisarek-Salla؛ ‏ ۱۶ اوت ۱۹۹۷) مدل، سلبریتی و اینفلوئِنسِر اهل لهستان است. او یکی از فینالیست‌های فصل پنجم برنامه تلویزیونی لهستانی تاپ مدل بود. عکس او در مجله‌های اِل، گلامور و هارپرز بازار چاپ شده‌است
از فیلم‌هایی که وی در آن‌ها نقش داشته‌است، می‌توان به ۳۶۵ روز: امروز اشاره نمود.